# Nederlandse kampioenschappen atletiek 2014
In 2014 werden de Nederlandse kampioenschappen atletiek gehouden op 26 en 27 juli in het Olympisch Stadion (Amsterdam). De organisatie lag in handen van de Amsterdamse atletiekvereniging Phanos in samenwerking met de Atletiekunie. Evenals in 2013 maakten ook nu de 10.000 m voor mannen en vrouwen deel uit van het programma, evenals op de weg rondom het stadion de 20 km snelwandelen voor mannen.
De kampioenschappen stonden in het teken van de Europese kampioenschappen in Zürich. 
Er werden tijdens het weekend drie Nederlandse records verbeterd. Dafne Schippers scherpte op zaterdag 26 juli het record verspringen aan tot 6,78 m, waarna op zondag 27 juli eerst Nadine Broersen haar eigen nationale record hoogspringen verbeterde tot 1,91 m, gevolgd door Liemarvin Bonevacia op de 400 m, die 0,27 seconden van het oude record uit 1986 van 45,68 s op naam van Arjen Visserman afhaalde en op 45,41 s uitkwam.    

## Uitslagen

### 100 m
| wind: +1,3 m/s | wind: +1,3 m/s      | wind: +1,3 m/s |
| rang           | atleet              | prestatie      |
| -------------- | ------------------- | -------------- |
| Goud           | Churandy Martina    | 10,13 s        |
| Zilver         | Giovanni Codrington | 10,43 s        |
| Brons          | Jorén Tromp         | 10,45 s        |

| wind: +0,7 m/s | wind: +0,7 m/s  | wind: +0,7 m/s |
| rang           | atlete          | prestatie      |
| -------------- | --------------- | -------------- |
| Goud           | Dafne Schippers | 11,10 s        |
| Zilver         | Jamile Samuel   | 11,33 s        |
| Brons          | Marit Dopheide  | 11,66 s        |

### 200 m
| wind: +0,3 m/s | wind: +0,3 m/s   | wind: +0,3 m/s |
| rang           | atleet           | prestatie      |
| -------------- | ---------------- | -------------- |
| Goud           | Churandy Martina | 20,62 s        |
| Zilver         | Terrence Agard   | 21,20 s        |
| Brons          | Obed Martis      | 21,33 s        |

| wind: -0,6 m/s | wind: -0,6 m/s    | wind: -0,6 m/s |
| rang           | atlete            | prestatie      |
| -------------- | ----------------- | -------------- |
| Goud           | Tessa van Schagen | 23,52 s        |
| Zilver         | Marit Dopheide    | 23,63 s        |
| Brons          | Eefje Boons       | 24,14 s        |

### 400 m
| rang   | atleet              | prestatie |
| ------ | ------------------- | --------- |
| Goud   | Liemarvin Bonevacia | 45,41 s   |
| Zilver | Terrence Agard      | 46,02 s   |
| Brons  | Obed Martis         | 46,40 s   |

| rang   | atlete             | prestatie |
| ------ | ------------------ | --------- |
| Goud   | Madiea Ghafoor     | 52,73 s   |
| Zilver | Anna Voskamp       | 54,56 s   |
| Brons  | Femke van der Meij | 55,27 s   |

### 800 m
| rang   | atleet           | prestatie |
| ------ | ---------------- | --------- |
| Goud   | Thijmen Kupers   | 1.47,07   |
| Zilver | Bob van der Ham  | 1.47,66   |
| Brons  | Didier Nibbering | 1.50,89   |

| rang   | atlete          | prestatie |
| ------ | --------------- | --------- |
| Goud   | Sanne Verstegen | 2.01,07   |
| Zilver | Maureen Koster  | 2.07,33   |
| Brons  | Lonneke Derriks | 2.07,46   |

### 1500 m
| rang   | atleet       | prestatie |
| ------ | ------------ | --------- |
| Goud   | Mark Nouws   | 3.51,68   |
| Zilver | Dennis Licht | 3.52,19   |
| Brons  | René Stokvis | 3.52,96   |

| rang   | atlete         | prestatie |
| ------ | -------------- | --------- |
| Goud   | Susan Kuijken  | 4.13,09   |
| Zilver | Manon Kruijver | 4.15,31   |
| Brons  | Marije te Raa  | 4.17,18   |

### 5000 m
| rang   | atleet                | prestatie |
| ------ | --------------------- | --------- |
| Goud   | Jesper van der Wielen | 14.30,71  |
| Zilver | Tom Koetsenruijter    | 14.43,30  |
| Brons  | Edwin de Vries        | 14.46,71  |

| rang   | atlete              | prestatie |
| ------ | ------------------- | --------- |
| Goud   | Jip Vastenburg      | 15.31,50  |
| Zilver | Jamie van Lieshout  | 16.36,98  |
| Brons  | Sabine van de Reijt | 16.40,22  |

### 10.000 m
| rang   | atleet             | prestatie |
| ------ | ------------------ | --------- |
| Goud   | Olfert Molenhuis   | 30.08,23  |
| Zilver | Patrick Stitzinger | 30.09,47  |
| Brons  | Jorrit Cleij       | 30.58,60  |

| rang   | atlete           | prestatie |
| ------ | ---------------- | --------- |
| Goud   | Miranda Boonstra | 34.56,32  |
| Zilver | Stefanie Bouma   | 35.20,08  |
| Brons  | Kim Dillen       | 35.52,41  |

### 110 m horden/100 m horden
| wind: +2,2 m/s | wind: +2,2 m/s | wind: +2,2 m/s |
| rang           | atleet         | prestatie      |
| -------------- | -------------- | -------------- |
| Goud           | Koen Smet      | 13,78 s        |
| Zilver         | Tjendo Samuel  | 13,82 s        |
| Brons          | Gaard van Vugt | 14,18 s        |

| wind: -1,0 m/s | wind: -1,0 m/s   | wind: -1,0 m/s |
| rang           | atlete           | prestatie      |
| -------------- | ---------------- | -------------- |
| Goud           | Sharona Bakker   | 13,07 s        |
| Zilver         | Rosina Hodde     | 13,11 s        |
| Brons          | Susanne Williams | 13,64 s        |

### 400 m horden
| rang   | atleet             | prestatie |
| ------ | ------------------ | --------- |
| Goud   | Cliff Ellsworth    | 52,32 s   |
| Zilver | Eelco Sintnicolaas | 52,44 s   |
| Brons  | Steven Nuytinck    | 52,75 s   |

| rang   | atlete              | prestatie |
| ------ | ------------------- | --------- |
| Goud   | Bianca Baak         | 59,01 s   |
| Zilver | Graciella Woutersen | 59,04 s   |
| Brons  | Maruska Eduarda     | 60,43 s   |

### 3000 m steeple
| rang   | atleet          | prestatie |
| ------ | --------------- | --------- |
| Goud   | Simon Grannetia | 9.14,84   |
| Zilver | Ivo Bijl        | 9.22,72   |
| Brons  | Lars Cazander   | 9.29,30   |

| rang   | atlete                   | prestatie |
| ------ | ------------------------ | --------- |
| BM     | Chantelle Ann Groenewoud | 10.09,66  |
| Goud   | Veerle Bakker            | 10.42,28  |
| Zilver | Kristel van den Berg     | 10.49,25  |
| Brons  | Annemarie Slangewal      | 11.25,90  |

### Verspringen
| rang   | atleet            | prestatie         |
| ------ | ----------------- | ----------------- |
| Goud   | Ignisious Gaisah  | 7,75 m (+0,4 m/s) |
| Zilver | Marius Kranendonk | 7,48 m (-0,4 m/s) |
| Brons  | Ingmar Vos        | 7,43 m (+0,9 m/s) |

| rang   | atlete             | prestatie         |
| ------ | ------------------ | ----------------- |
| Goud   | Dafne Schippers    | 6,78 m (+0,0 m/s) |
| Zilver | Valentine Kortbeek | 5,94 m (+0,0 m/s) |
| Brons  | Anouk Vetter       | 5,92 m (-0,4 m/s) |

### Hink-stap-springen
| rang   | atleet             | prestatie          |
| ------ | ------------------ | ------------------ |
| Goud   | Sander Hage        | 15,16 m (+0,4 m/s) |
| Zilver | David van Hetten   | 14,64 m (+0,2 m/s) |
| Brons  | Jelle van Kesteren | 14,41 m (+0,8 m/s) |

| rang   | atlete            | prestatie          |
| ------ | ----------------- | ------------------ |
| Goud   | Tamara Middelburg | 12,78 m (+0,8 m/s) |
| Zilver | Nora Ritzen       | 12,58 m (-0,4 m/s) |
| Brons  | Tanita Hofmans    | 12,14 m (-0,6 m/s) |

### Hoogspringen
| rang   | atleet          | prestatie |
| ------ | --------------- | --------- |
| Goud   | Douwe Amels     | 2,18 m    |
| Zilver | Robert Bervoets | 2,08 m    |
| Brons  | Jasper Heesbeen | 2,03 m    |

| rang   | atlete          | prestatie |
| ------ | --------------- | --------- |
| Goud   | Nadine Broersen | 1,91 m    |
| Zilver | Sietske Noorman | 1,85 m    |
| Brons  | Myrte Goor      | 1,73 m    |

### Polsstokhoogspringen
| rang   | atleet             | prestatie |
| ------ | ------------------ | --------- |
| Goud   | Menno Vloon        | 5,40 m    |
| Zilver | Rens Blom          | 5,35 m    |
| Brons  | Nils Mulder        | 5,20 m    |
| Brons  | Robbert-Jan Jansen | 5,20 m    |

| rang   | atlete             | prestatie |
| ------ | ------------------ | --------- |
| Goud   | Rianna Galiart     | 4,20 m    |
| Zilver | Femke Pluim        | 4,20 m    |
| Brons  | Robin Wingbermuhle | 4,00 m    |

### Kogelstoten
| rang   | atleet           | prestatie |
| ------ | ---------------- | --------- |
| Goud   | Patrick Cronie   | 18,66 m   |
| Zilver | Remco Goetheer   | 17,43 m   |
| Brons  | Thierry Kruithof | 17,06 m   |

| rang   | atlete            | prestatie |
| ------ | ----------------- | --------- |
| Goud   | Melissa Boekelman | 16,65 m   |
| Zilver | Pamela Kiel       | 14,82 m   |
| Brons  | Vivian Brandhoff  | 14,55 m   |

### Discuswerpen
| rang   | atleet            | prestatie |
| ------ | ----------------- | --------- |
| Goud   | Erik Cadée        | 62,72 m   |
| Zilver | Stephan Dekker    | 55,89 m   |
| Brons  | Roland van Zuilen | 55,18 m   |

| rang   | atlete           | prestatie |
| ------ | ---------------- | --------- |
| Goud   | Corinne Nugter   | 51,54 m   |
| Zilver | Vivian Brandhoff | 47,48 m   |
| Brons  | Jill Emmerzaal   | 45,74 m   |

### Speerwerpen
| rang   | atleet           | prestatie |
| ------ | ---------------- | --------- |
| Goud   | Jurriaan Wouters | 77,16 m   |
| Zilver | Daan Meyer       | 72,86 m   |
| Brons  | Bjorn Blommerde  | 72,00 m   |

| rang   | atlete             | prestatie |
| ------ | ------------------ | --------- |
| Goud   | Lisanne Schol      | 53,53 m   |
| Zilver | Karlien Sleper     | 49,78 m   |
| Brons  | Mandy van der Meer | 49,39 m   |

### Kogelslingeren
| rang   | atleet            | prestatie |
| ------ | ----------------- | --------- |
| Goud   | Sander Stok       | 59,10 m   |
| Zilver | Jasper Christiaan | 55,37 m   |
| Brons  | Martin Wijand     | 50,98 m   |

| rang   | atlete               | prestatie |
| ------ | -------------------- | --------- |
| Goud   | Wendy Koolhaas       | 62,44 m   |
| Zilver | Maaike Schetters     | 53,25 m   |
| Brons  | Sina Mai Holthuijsen | 51,20 m   |

### 20 km snelwandelen
| rang   | atleet            | prestatie |
| ------ | ----------------- | --------- |
| Goud   | Andre van Slooten | 1:48.16   |
| Zilver | Richard Leijenaar | 1:49.23   |
| Brons  | Rob Tersteeg      | 1:52.24   |

1904 · 
1908 · 
1909 · 
1910 · 
1911 · 
1912 · 
1913 · 
1914 · 
1915 · 
1917 · 
1918 · 
1919 · 
1920 · 
1921 · 
1922 · 
1923 · 
1924 · 
1925 · 
1926 · 
1927 · 
1928 · 
1929 · 
1930 · 
1931 · 
1932 · 
1933 · 
1934 · 
1935 · 
1936 · 
1937 · 
1938 · 
1939 · 
1940 · 
1941 · 
1942 · 
1943 · 
1944 · 
1946 · 
1947 · 
1948 · 
1949 · 
1950 · 
1951 · 
1952 · 
1953 · 
1954 · 
1955 · 
1956 · 
1957 · 
1958 · 
1959 · 
1960 · 
1961 · 
1962 · 
1963 · 
1964 · 
1965 · 
1966 · 
1967 · 
1968 · 
1969 · 
1970 · 
1971 · 
1972 · 
1973 · 
1974 · 
1975 · 
1976 · 
1977 · 
1978 · 
1979 · 
1980 · 
1981 · 
1982 · 
1983 · 
1984 · 
1985 · 
1986 · 
1987 · 
1988 · 
1989 · 
1990 · 
1991 · 
1992 · 
1993 · 
1994 · 
1995 · 
1996 · 
1997 · 
1998 · 
1999 · 
2000 · 
2001 · 
2002 · 
2003 · 
2004 · 
2005 · 
2006 · 
2007 · 
2008 · 
2009 · 
2010 · 
2011 · 
2012 · 
2013 · 
2014 · 
2015 · 
2016 ·
2017 ·
2018 ·
2019 ·
2020 ·
2021 ·
2022 ·
2023 ·
2024 ·
2025